# Expedition 56
Expedition 56 è stata la 56ª missione di lunga durata verso la Stazione spaziale internazionale.

## Equipaggio
| Ruolo               | Giugno 2018                           | Giugno – Ottobre 2018                    |
| ------------------- | ------------------------------------- | ---------------------------------------- |
| Comandante          | Andrew Feustel, NASA Terzo volo       | Andrew Feustel, NASA Terzo volo          |
| Ingegnere di volo 1 | Oleg Artem'ev, Roscosmos Secondo volo | Oleg Artem'ev, Roscosmos Secondo volo    |
| Ingegnere di volo 2 | Richard Arnold, NASA Secondo volo     | Richard Arnold, NASA Secondo volo        |
| Ingegnere di volo 3 |                                       | Sergej Prokop'ev, Roscosmos Primo volo   |
| Ingegnere di volo 4 |                                       | Alexander Gerst, ESA Secondo volo        |
| Ingegnere di volo 5 |                                       | Serena Auñón-Chancellor, NASA Primo volo |

Il 18 gennaio 2018, a cinque mesi dal lancio, la NASA ha annunciato la sostituzione di Jeanette Epps con Serena Auñón-Chancellor come membro della missione Expedition 56/57.

## Missione
L'Expedition 56 è iniziata il 3 giugno 2018 alle 9:16 UTC quando la Sojuz MS-07 con il suo equipaggio (Škaplerov, Tingle, Kanai) si è sganciata dal boccaporto nadir di Rassvet.

### Lancio della Sojuz MS-09
Il 6 giugno 2018 è stata lanciata la Sojuz MS-09 con a bordo Prokop'ev, Gerst e Auñón-Chancellor. Dopo due giorni di viaggio, l'8 giugno 2018 alle 13:01 UTC sono attraccati al boccaporto nadir di Rassvet della ISS.

### EVA 1
Il 14 giugno 2018 Arnold (EV1, camera #17) e Feustel (EV2, camera #18) hanno svolto un'attività extraveicolare (EVA) di 6 ore e 48 minuti all'esterno della ISS. Durante l'EVA hanno installato nuove telecamere ad alta definizione vicino al IDA-2 (International Docking Adapter) verso la parte frontale della Stazione, alla fine del modulo Harmony. Le nuove telecamere forniranno una migliore vista durante la fase finale di approccio e attracco delle navicelle commerciali con equipaggio Dragon 2 di SpaceX e CST-100 Starliner di Boeing. Gli astronauti hanno anche scambiato un gruppo di telecamera sul traliccio destra della Stazione utilizzate per NASA TV e ritirato l'esperimento CATS all'esterno del modulo Kibo giapponese in preparazione per lo smaltimento a bordo di SpaceX CRS-15 e la sostituzione con il suo successore, ECOSTRESS. È stata ricollocata una barra regolabile di attracco per il truss S1 e il fissaggio del Flex Hose Rotary Coupler in preparazione per la sostituzione durante la prossima EVA. Durante questa EVA Feustel ha superato il tempo trascorso in EVA di Jerry Ross, John Grunsfeld, Fëdor Jurčichin e Peggy Whitson, diventando il terzo sulla lista di tutti i tempi cumulativi durante le EVA. Gerst ha svolto il ruolo di Intraveicolare (IV) mentre Auñón-Chancellor assisteva l'EVA con il braccio robotico Canadarm2.

### SpaceX CRS-15
La navicella cargo SpaceX CRS-15 di SpaceX è stata lanciata il 29 giugno 2018 alle 9:42 UTC dalla rampa di lancio 40 di Cape Canaveral a bordo di un razzo Falcon 9. Del suo carico facevano parte 2 630 kg di esperimenti, rifornimenti per l'equipaggio e hardware, incluso un Latching End Effector (LEE) del Canadarm2. Il 2 luglio 2018 alle 10:54 UTC Arnold con l'assistenza di Feustel ha catturato la navicella con il Canadarm2. Alle 13:52 i controllori a terra hanno comandato il braccio robotico affinché agganciasse Dragon al boccaporto nadir del modulo Harmony. Circa un mese dopo, il 3 agosto 2018 alle 16:38 UTC la navicella è stata sganciata dalla ISS con il Canadarm2 comandato da Serena Auñón-Chancellor. La navicella è ammarata alle 22:17 UTC nell'Oceano Pacifico dove le squadre di recupero l'hanno recuperato.

### Lancio e attracco della Progress MS-09
Il lancio della navicella cargo Progress MS-09 è avvenuto il 9 luglio 2018 alle 21:51 UTC dal Cosmodromo di Bayqoñyr. La navicella si è attraccata autonomamente al Pirs della ISS solo tre ore e mezza dopo il lancio, il 10 luglio 2018 alle 01:30 UTC. È stato l'attracco più veloce di sempre per una navicella. Nel carico erano presenti 1 565 kg di cibo, 530 kg di propellente nei serbatoio del sistemi di rifornimento, 420 kg di acqua nei serbatoi dei sistemi Rodnik e 52 kg di ossigeno compresso, equipaggiamenti scientifici e componenti per il sistema di supporto vitale, tra cui contenitori di cibo, vestiti, medicinali, strumenti igienici personali per l'equipaggio e la nuova tuta spaziale per EVA Orlan MKS Nº5. La navicella rimarrà attraccata alla ISS per quasi sei mesi prima di sganciarsi alla fine di gennaio 2019 e per poi deorbitare e bruciarsi nell'atmosfera terrestre.

### Sgancio della Cygnus NG-9
Il 15 luglio 2018 alle 12:37 UTC Gerst e Auñón-Chancellor hanno comandato il Canadarm2 per il rilascio della navicella Cygnus NG-9. Dopo il rilascio Cygnus ha rilasciato una serie di NanoRacks ed è rimasta in orbita per altre due settimane per svolgere alcuni test. Il rientro distruttivo in atmosfera è avvenuto il 30 luglio 2018 UTC.

### EVA 2
Il 15 agosto 2018 Artem'ev (EV1, strisce rosse, camera #20) e Prokop'ev (EV2, strisce blu, camera #18) hanno svolto un'EVA all'esterno della ISS di 7 ore e 46 minuti. I cosmonauti hanno rilasciato quattro piccoli satelliti, installate delle antenne e dei cavi all'esterno del Modulo di Servizio Zvezda. Sono stati recuperati degli esperimenti che analizzavano le superfici esterne della Stazione e osservavano le onde plasmatiche, e installato l'esperimento Icaro sul Segmento russo della ISS. Icaro (International Cooperation for Animal Research Using Space) è un esperimento di collaborazione ambientale tra l'Agenzia Spaziale Tedesca (DLR) e Roscosmos per studiare i modelli migratori di piccoli animali sulla Terra. È composto da un'antenna e hardware GPS per monitorare i movimenti di animali che sono stati contrassegnati con piccoli ricevitori GPS. L'esperimento potrebbe fornire dati su come gli animali si muovono da un luogo ad un altro, come la densità della popolazione animale si sposta nel tempo e come le malattie si diffondono.

### Sgancio della Progress-08
Il 23 agosto 2018 alle 02:16 UTC la navicella cargo Progress-08 carica di spazzatura si è sganciata dalla ISS, dopo sei mesi di permanenza nel boccaporto posteriore di Zvezda. Il 30 agosto i controllori di volo a terra hanno mandato il comando di accensione dei propulsori della navetta per farla deorbitare e distruggere nel rientro con l'atmosfera sopra l'Oceano Pacifico.

### Perdita di pressione nella Sojuz MS-09
Alle 23 UTC del 29 agosto 2018, i centri di controllo di Houston (MCC-H)  e di Mosca (MCC-M)  hanno rilevato una perdita di pressione all'interno della ISS. Essendo la perdita relativamente piccola tale da non mettere in pericolo l'equipaggio, i MCC hanno deciso di non svegliare gli astronauti durante la notte e di rimandare i controlli a bordo della ISS alla mattina. Alle 6 UTC del 30 agosto l'equipaggio è stato aggiornato degli sviluppi e sono iniziate le procedure per l'individuazione del foro. Secondo la procedura di depressurizzazione l'equipaggio ha dovuto chiudere un modulo alla volta e determinarne la pressione. Dopo questa lunga procedura, intorno alle 14 UTC, la falla è stata individuata nel Modulo Orbitale della Sojuz MS-09. Si trattava di un foro di 2mm di diametro di origine ancora sconosciuta, anche se i cosmonauti hanno inizialmente riferito che il foro sembrava essere fatto dall'interno della Sojuz verso l’esterno, ma non si esclude neanche un incidente di micrometeoriti o un cedimento interno della struttura, Roscosmos ha inoltre avviato un'inchiesta. I MCC hanno riferito che la perdita di pressione era più o meno costante a 0,6 mmHg all'ora e che, se non riparata, avrebbe consumato l'ossigeno della ISS in 18 giorni, ma per compensare la perdita si è preferito aumentare l'efficienza dell'ECLSS a +0,6% e i cosmonauti hanno trasferito 10mmHg di ossigeno dalla Progress 70 alla ISS. Mentre sulla ISS l'equipaggio cercava il kit di riparazione e il MCC-M analizzava le foto per decidere il da farsi, è stato applicato sul foro del nastro Kapton in via temporanea. Il MCC-M ha infine deciso di applicare il prima possibile del sigillante e poi nastrarlo per risolvere definitivamente il problema. Nonostante il comandante della ISS Feustel avesse chiesto di aspettare 24 ore prima di utilizzare il sigillante per testarne l'efficacia in un mockup a terra, il MCC-M ha dato comunque l'ok al comandante della Sojuz MS-09 Prokop'ev di procedere, visto che la decisione ultima spetta a Roscosmos essendo la Sojuz una navicella russa che non fa parte della ISS. Una volta utilizzato il sigillante sia MCC-M che MCC-H hanno rilevato una stabilizzazione della pressione all'interno della Stazione, malgrado i cosmonauti avessero notato la presenza di bolle lungo il bordo del sigillante. Alle 17:30 UTC circa, dato che la giornata lavorativa dell'equipaggio era terminata, i MCC hanno interrotto il lavoro di riparazione e sono stati rimandati al giorno successivo ulteriori controlli di tenuta, per dare il tempo al sigillante di solidificarsi e all'equipaggio di riposare.

### Lancio e attracco dell'HTV-7
Il lancio della navicella cargo H-II Transfer Vehicle (HTV)-7 era inizialmente prevista per il 10 settembre 2018, ma a causa delle condizioni meteo sfavorevoli intorno al Centro spaziale di Tanegashima è stato rimandato fino al 22 settembre 2018 alle 17:52 UTC. HTV-7 è arrivata alla Stazione il 27 settembre 2018 in cui alle 11:34 UTC è stata catturata dal Candarm2 comandato da Feustel e da Auñón-Chancellor.Alle 14:09 UTC dello stesso giorno è stata agganciata dai controllori di terra al boccaporto nadir del modulo Harmony. Nel carico dell'HTV-7 c'erano sei nuove batterie Li-Ion e adattatori per sostituire le batterie nichel-idrogeno che fanno parte del sistema elettrico della Stazione. Le batterie dovevano essere sostituite durante due EVA programmate per ottobre 2018 da Gerst, Feustel e Arnold ma a causa dei ritardi del lancio della navicella le EVA sono state provvisoriamente annullate. A bordo della navicella è presente anche una piccola capsula (0,61m x 0,82m) dotata di scudo termico che dimostrerà l'abilità della capsula della JAXA di rientrare in atmosfera ammarando vicino alle coste del Giappone. Al 2018 l'unica navicella cargo capace di riportare a Terra campioni scientifici è la navicella Dragon di SpaceX. Gli altri esperimenti e equipaggiamenti importanti nell'HTV-7 sono: un nuovo raccoglitore di campioni per l'Electrostatic Levitation Furnace (JAXA-ELF), un esperimento per la crescita dei cristalli delle proteine a basse temperature (JAXA LT PCG), un esperimento sugli effetti della microgravità nel midollo osseo (MARROW), un Life Sciences Glovebox e un altro EXPRESS Rack.

### Reboost della ISS
Durante l'Expedition 56 sono stati eseguiti cinque reboost per modificare l'orbita della ISS, due con i propulsori di Zvezda, due con quelli della Progress MS-08 e uno con quelli di Cygnus NG-9. Nello specifico:
- Il 23 giugno 2018 è stato eseguito un reboost della ISS usando i propulsori della navicella cargo Progress MS-08. Questo reboost è stato effettuato in vista del lancio della Progress MS-09 del 19 luglio 2018. I propulsori sono stati attivati alle 08:15 UTC per 208 secondi.

- Il 10 luglio 2018 è stato eseguito un reboost della ISS usando i propulsori della navicella cargo Cygnus NG-9. È stata il prima navicella cargo commerciale usata per eseguire un reboost della ISS. I propulsori sono stati attivati alle 21:24:50 UTC per 50 secondi.[33]

- Il 26 luglio 2018 è stato eseguito un reboost della ISS usando i propulsori della navicella cargo Progress MS-08. Questo reboost è stato effettuato in vista dell'atterraggio della navicella Sojuz MS-08 del 4 ottobre 2018 e del lancio della navicella Sojuz MS-10 pianificato per l'11 ottobre 2018. I propulsori sono stati attivati alle 16:10 UTC per 199,2 secondi.[34]

- Il 6 settembre 2018 è stato eseguito un reboost della ISS usando i propulsori del Modulo di Servizio Zvezda. Questo reboost è stato effettuato in vista dell'atterraggio della navicella Sojuz MS-08 del 4 ottobre 2018 e del lancio della navicella Sojuz MS-10 pianificato per l'11 ottobre 2018. I propulsori sono stati attivati alle 00:50 UTC per 13,1 secondi.

- Il 20 settembre 2018 è stato eseguito un reboost della ISS usando i propulsori del Modulo di Servizio Zvezda. Questo reboost è stato effettuato in vista dell'atterraggio della navicella Sojuz MS-08 del 4 ottobre 2018 e del lancio della navicella Sojuz MS-10 pianificato per l'11 ottobre 2018. I propulsori sono stati attivati alle 20:05:08 UTC per 17 secondi.[35]

### Esercitazioni d'emergenza
Durante la permanenza in orbita l'equipaggio dell'Expedition 56 e gli equipaggi delle singole navicelle Sojuz eseguono delle esercitazioni di emergenza per essere pronti ad ogni evenienza. Nello specifico:
- Il 19 giugno 2018 l'equipaggio della Sojuz MS-09 ha passato mezza giornata prendendo confidenza dei luoghi della ISS in cui era conservato l'equipaggiamento d'emergenza.[36]
- Il 20 giugno 2018 l'equipaggio della Sojuz MS-08 ha svolto un'esercitazione d'emergenza, durante la quale il trio ha simulato l'evacuazione della ISS rifugiandosi nella loro Sojuz.[37]
- Il 18 luglio 2018 tutto l'equipaggio dell'Expedition 56 ha partecipato ad un'esercitazione d'emergenza. I membri dell'equipaggio hanno seguito le vie di fuga e le procedure in sicurezza mentre coordinavano le comunicazioni e prendevano decisioni con i controllori dei Centri di controllo di Houston e Mosca.[38]

### Cambio di comando Feusterl – Gerst
Il 3 ottobre 2018 alle 14:20 UTC il comandante dell'Expedition 56 Feustel ha passato il comando della ISS al comandante dell'Expedition 57 Gerst. Gerst è il secondo astronauta europeo a comandare la Stazione, il primo era stato Frank De Winne nel 2009 durante l'Expedition 21. L'Expedition 56 si è conclusa ufficialmente il 4 ottobre 2018 alle 07:57 UTC al momento dello sgancio della Sojuz MS-08 con a bordo Artem'ev, Feustel e Arnold, dando inizio all'Expedition 57.

## Esperimenti
Gli esperimenti principali svolti dall'equipaggio durante l'Expedition 56:

### AngieX Cancer Therapy
L'esperimento Endothelial Cells in Microgravity as a Model System for Evaluation of Cancer Therapy Toxicity (Angiex Cancer Therapy) esamina se le cellule endoteliali coltivate in microgravità rappresentino un modello valido in vitro per testare gli effetti degli agenti vascolari-mirati sui vasi sanguigni normali. Angiex ha sviluppato un trattamento che mira sia alle cellule tumorali che vascolari, ma ha bisogno di un modello migliore su cui testarlo. Questo esperimento può essere un metodo redditizio che non richiede la sperimentazione animale e che può contribuire a sviluppare farmaci vascolari-mirati più sicuri ed efficaci.

### BCAT-CS
L'esperimento Quantifying Cohesive Sediment Dynamics for Advanced Environmental Modeling (BCAT-CS) si concentra sullo studio delle forze tra particelle che si raggruppano studiando i sedimenti di particelle di quarzo e argilla. Conducendo la ricerca a bordo della ISS è possibile separare le forze che agiscono sulle particelle su un breve raggio (forze adesive) rispetto a quelle che agiscono su un ampio raggio (forze coese). Il sistema quarzo/argilla è ampiamente diffuso in un'ampia varietà di condizioni ambientali (quali i fiumi, i laghi e gli oceani) e svolge un ruolo importante negli sforzi tecnologici relativi alla perforazione dell'idrocarburo del mare profondo ed al sequestro dell'anidride carbonica.

### BEST
L'esperimento Biomolecule Extraction and Sequencing Technology (BEST) studia l'uso del sequenziamento per l'identificazione di organismi microbici sconosciuti che vivono sulla ISS e per capire come esseri umani, piante e i microbi si adattano a vivere sulla ISS. Gli organismi microbici vengono raccolti dai vari moduli sull'ISS e identificati usando un processo tampone-sequenziatore che non richiede la coltivazione degli organismi prima della lavorazione. Gli obiettivi supplementari dell'indagine BEST includono il confronto dei tassi di mutazione dei batteri sviluppati sulla Terra con quelli sviluppati sulla ISS usando il sequenziamento periodico del intero-genoma; e una dimostrazione che è possibile sequenziare l'acido ribonucleico (RNA) isolato da qualsiasi organismo direttamente, utilizzando il Biomolecule Sequencer and Genes in Space già a bordo della ISS.

### Biomolecule Sequencer
Tutti gli organismi viventi contengono il DNA e il sequenziamento di questo è un modo fondamentale per capire come essi rispondono al cambiamento ambientale. L'indagine del Biomolecule Sequencer cerca di dimostrare che il sequenziamento del DNA è fattibile a bordo di un veicolo spaziale orbitante. Un sequenziatore del DNA nello spazio potrebbe identificare i microbi, diagnosticare le malattie e comprendere le condizioni di salute di un membro dell'equipaggio e potenzialmente contribuire a rilevare la vita nel resto del sistema solare.

### BioServe Protein Crystalography-1
L'esperimento BioServe Protein Crystalography-1 (BPC-1) cerca di dimostrare la possibilità di sviluppare la cristallizzazione delle proteine in tempo reale a bordo della ISS. I membri dell'equipaggio aggiungono soluzioni all'esperimento, osservano la crescita dei cristalli e migliorano le condizioni per gli esperimenti futuri. Questo approccio dà agli scienziati la capacità di ottimizzare la crescita dei cristalli in microgravità, invece di perdere tempo in attesa del ritorno sulla Terra dei campioni e poi lanciarli di nuovo nello spazio.

### Cement Research
Cement Research permette di analizzare come varia la microstruttura e di creare in futuro migliori ambienti spaziali. Questo esperimento inoltre migliorerà le tecniche di lavorazione del cemento sulla Terra che potrebbero rendere gli edifici più sicuri e leggeri.

### CIMON
L'esperimento Crew Interactive Mobile CompanioN (CIMON) ha l'obiettivo di comprendere l'effettiva utilità di un'intelligenza artificiale (AI) a supporto degli equipaggi durante missioni spaziali di lunga durata, ad esempio illustrando nel display o spiegando le informazioni richieste per l'esecuzione di un esperimento o di una riparazione.

### Fluid Shifts
Più della metà degli astronauti americani sperimentano cambiamenti visivi e alterazioni anatomiche nei loro occhi durante e dopo il volo spaziale di lunga durata. Si ipotizza che il passaggio dei fluidi verso la testa che si verifica durante il volo spaziale porti ad una maggiore pressione nel cervello, che spingendo sulla parte posteriore dell'occhio, causa in esso un cambiamento di forma.  L'esperimento Fluid Shifts Before, During, and After Prolonged Space Flight and Their Association with Intracranial Pressure and Visual Impairment (Fluid Shifts) misura quanto fluido si posta dalla parte inferiore del corpo a quella superiore, dentro o fuori dalle cellule e vasi sanguigni e determina l'impatto che questi cambiamenti hanno sulla pressione del fluido nella testa e nelle strutture visive e oculari.

### In Situ Space Protein Crystal Growth
L'esperimento In Situ Space Protein Crystal Growth (CASIS PCG 13) cerca di migliorare il modo in cui i cristalli vengono coltivati in un ambiente di microgravità, consentendo ai membri dell'equipaggio di osservare le imperfezioni all'interno di un cristallo e fare gli aggiustamenti in tempo reale per gli esperimenti futuri, piuttosto che far tornare sulla Terra i campioni e poi rilanciarli nello spazio. Questo riduce drasticamente il tempo necessario per condurre un esperimento a bordo della ISS e crea una soluzione tempestiva, realistica e più economica per i potenziali ricercatori. L'osservazione da parte degli astronauti della cristallizzazione e lo sviluppo delle proteine in microgravità aiuterà gli scienziati a sviluppare terapie farmacologiche più sicure e avanzate sulla Terra.

### MarconISSta
L'esperimento MarconISSta monitora le parti dello spettro delle frequenze radio nelle bande VHF, UHF, L e S per analizzare l'uso corrente e la disponibilità di bande per la comunicazione satellitare. Il progetto è condotto da un team di ricercatori e studenti della Technische Universität Berlin con il supporto del Centro aerospaziale tedesco (DLR), dell'Agenzia spaziale europea (ESA), della Amateur Radio on International Space Station (ARISS) e di altri partner.

### Micro-11
L'esperimento Spaceflight-Altered Motility Activation and Fertility-Dependent Responses in Sperm (Micro-11) esamina se il volo spaziale altera lo sperma umano monitorando i modelli di nuoto di sperma umano e di toro durante il volo spaziale. Questa indagine inoltre valuta altri aspetti noti per essere legati alla fertilità maschile. Di conseguenza, Micro-11 fornisce i dati fondamentali che indicano se la riproduzione umana è possibile anche nello spazio e se sono necessarie contromisure per proteggere la funzione dello sperma nello spazio.

### Micro-12
Con l'esperimento Physiology and Fitness of an Exoelectrogenic Organism Under Microgravity Conditions (Micro-12) si possono analizzare gli effetti del volo spaziale sulla fisiologia di un microrganismo exoelectrogenic, shewanella Oneidensis MR-1. I microbi exoelectrogenic possono trasferire gli elettroni attraverso le loro membrane cellulari, e perciò potrebbero essere utilizzati in celle a combustibile microbico per ottenere l'elettricità da rifiuti organici. Questa indagine migliora la comprensione di come la microgravità può influenzare i sistemi di trasporto di elettroni e l'uso di celle a combustibile microbico nelle future missioni spaziali.

### NanoRacks-Remove Debris
L'esperimento NanoRacks-Remove Debris serve a dimostrare un metodo per ridurre i rischi presentati dai detriti spaziali o dalla spazzatura spaziale. Le collisioni nello spazio possono avere gravi conseguenze, ma la ricerca ha dimostrato che la rimozione dei detriti più grandi riduce significativamente la possibilità di collisioni. NanoRacks-Remove Debris dimostra che, utilizzando una telecamera 3D per mappare la posizione e la velocità dei detriti, è possibile dispiegare una rete per catturare e de-orbitare detriti simulati delle dimensioni fino a 1 metro.

### Plant Habitat-1
L'ambiente spaziale è fonte di stress per qualunque organismo vivente. Capire come le piante rispondono ad esso aiuterà gli scienziati a far crescere meglio le piante per la produzione di cibo e ossigeno sulla Terra e nelle prossime missioni spaziali.

### Rodents Research-7
L'esperimento Mechanisms and Impact on Multi-System Physiology (RR-7) servirà a capire come l'ambiente spaziale influenzi i microorganismi dei sistemi gastrointestinale dei topi, oltre ai sistemi immunitari, metabolici, circadiani e del sonno. I risultati potrebbero aiutare i medici a migliorare i programmi per mantenere gli astronauti in salute durante le missioni spaziali nello spazio profondo. I pazienti sulla Terra potrebbero beneficiare della realizzazione di nuove terapie avanzate per il trattamento di disturbi interni.

### Sextant Navigation
L'esperimento Sextant Navigation for Exploration Missions (Sextant Navigation) si concentra sulla stabilità e sulle opportunità di avvistamento delle stelle in microgravità. Gli astronauti a bordo della ISS testano un sestante manuale che verrà usato nelle future missioni di esplorazione Orion. I risultati di questa indagine possono aiutare nello sviluppo di metodi di navigazione di emergenza per le future missioni con equipaggio.

### Space Algae
L'esperimento Domesticating Algae for Sustainable Production of Feedstocks in Space (Space Algae) studia la base genetica per la produttività delle alghe coltivate nello spazio e se questo richiede adattamenti genetici. Le alghe possono percepire la microgravità come stress abiotici che possono innescare la produzione di composti di alto valore. I ricercatori pianificano l'intero sequenziamento del genoma delle popolazioni algali coltivate nello spazio per identificare i geni legati alla crescita nel volo spaziale e alla sperimentazione della composizione algale per la produzione di composti di alto valore.

### SpaceTex-2
L'esperimento SpaceTex-2 valuta se la t-shirt personalizzata in esame offre comfort, un controllo termico efficiente e l'evaporazione del sudore durante l'allenamento in microgravità. L'astronauta ESA Alexander Gerst indossa una t-shirt di tessuto SpaceTex durante le sessioni di allenamento. I tessuti SpaceTex forniscono un tasso di evaporazione del sudore molto elevato e quindi una maggiore perdita di calore evaporativo rispetto ai tessuti di cotone convenzionali utilizzati principalmente dagli astronauti sulla ISS. A seguito dell'addestramento, Gerst completa un breve questionario elettronico riguardo ad una serie di parametri di comfort e vestibilità, per aiutare i ricercatori a trovare tessuti più adatti per gli astronauti da indossare in condizioni di micro-g, e per migliorare le applicazioni terrestri del prodotto.

### Time Perception in Microgravity
La percezione accurata degli oggetti nell'ambiente è un requisito per l'orientamento spaziale e per l'affidabilità delle prestazioni durante le attività motorie. Anche la percezione del tempo in microgravità è fondamentale per la percezione del movimento, la localizzazione sonora, la parola e la buona coordinazione motoria. L'esperimento Time Perception in Microgravity quantifica i cambiamenti soggettivi nella percezione del tempo degli esseri umani durante e dopo un'esposizione prolungata in microgravità.

### WetLab-2 Parra
Il Wet Lab RNA SmartCycler è una piattaforma di ricerca per l'analisi dell'espressione genica quantitativa in tempo reale a bordo della ISS. L'esperimento Passive Debubbler for the WetLab-2 Facility to Decrease Needed Crew Time (WetLab-2 Parra) esamina la funzionalità di un metodo passivo per rimuovere le bolle di aria da un campione liquido (per esempio, dall'RNA) per l'erogazione.